# École italienne de géométrie algébrique
D'un point de vue historique, l'école italienne de géométrie algébrique fait référence à un grand groupe de mathématiciens italiens des XIXe et XXe siècles qui, avec leur travail vaste, profond et cohérent, mené méthodologiquement avec une approche d'étude et de recherche commune, a amené l'Italie au plus haut niveau en géométrie algébrique, en particulier en géométrie birationnelle et en théorie des surfaces algébriques, avec des résultats originaux de premier ordre.

## La naissance de l'école, son contexte historique, les principaux résultats

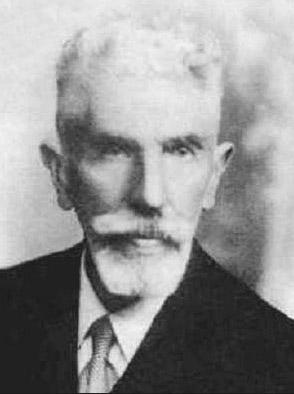
Guido Castelnuovo (1865-1952).

Les dirigeants sont d'abord Guido Castelnuovo, Federigo Enriques et Francesco Severi, qui, avec leur style d'enseignement original, leurs méthodes d'étude efficaces et leurs stratégies innovantes pour aborder les questions de recherche, contribuent à la fois à donner les meilleurs résultats et à guider et diriger les autres disciples, certains d'entre eux venus de l'étranger, dont Pavel Aleksandrov; André Weil, Oscar Zariski. Sur la base des travaux menés par ces savants, à partir de la seconde moitié du XXe siècle, une nouvelle formulation théorique de la géométrie algébrique commence à s'imposer, principalement axiomatique et surtout caractérisée par l'utilisation systématique de l'algèbre commutative, tant par l'école américaine (Oscar Zariski, Solomon Lefschetz, David Mumford et autres) et de l'école française (André Weil, Alexandre Grothendieck, Jean-Pierre Serre et autres), qui semblent d'abord critiquer, dans la rigueur du traitement, l'œuvre de l'école italienne, plus fondée sur la primauté de l'intuition que de la formalisation. Cependant, ce n'est que récemment, surtout grâce à David Mumford, que l'importance novatrice des travaux de l'école italienne est globalement réévaluée, ce qui fournit les fondements intuitifs sur lesquels se fondent nombre des formalisations ultérieures de la théorie,,,,.

### Le contexte historique

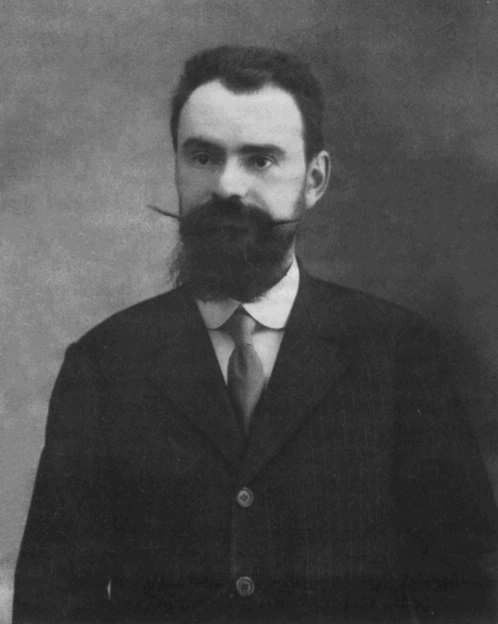
Federigo Enriques (1871-1946).

Après l'introduction des géométries non euclidiennes, à la suite de la crise des fondements des mathématiques et de ses méthodes logiques, il existe deux directions principales de la géométrie, l'algébrique et la topologique différentielle,. La géométrie algébrique moderne est fondamentalement née avec les travaux de Riemann, qui jettent les bases de l'étude de ces propriétés géométriques invariantes sous des transformations plus générales que projectives, pour lesquelles, dans ses travaux, on trouve, à l'état embryonnaire, ce qui est l'un des problèmes centraux de la géométrie algébrique, ou celui de la classification des différentes entités géométriques étudiées, dont le problème conséquent est éclairci grâce au programme d'Erlangen de Felix Klein, qui indique la voie à suivre, c'est-à-dire celle basée sur l'invariance par rapport à certaines transformations de groupe .
À partir de ce moment, le développement de la géométrie algébrique est largement caractérisé par la dichotomie « intuition/rigueur », par rapport à laquelle l'école italienne a sa propre conception de la rigueur mathématique, bien distincte de celle assumée par l'école suivante des auto-appelés « algébriseurs », qui comprennent, entre autres, Hilbert, Zariski, Weil, Serre, Grothendieck. Mais, en remontant encore plus loin, c'est dans les travaux de l'école française (notamment celles de Gaspard Monge, Charles Julien Brianchon, Jean-Victor Poncelet et Michel Chasles) et de l'école allemande (par August Ferdinand Möbius, Karl Georg Christian von Staudt, Jakob Steiner, Julius Plücker, Hermann Günther Grassmann, Ernst Kummer et Leopold Kronecker) en géométrie projective complexe, que commence le nouveau traitement des entités géométriques - surtout les coniques et les quadriques dans l'espace tridimensionnel - caractérisé par l'utilisation des méthodes et des concepts de géométrie projective sur le corps complexe et sa clôture algébrique, ce qui donne naissance à une théorie algébrique nouvelle et plus puissante des courbes et des surfaces qui va bien au-delà de ce qui a déjà été réalisé par Isaac Newton, Colin Maclaurin, Leonhard Euler, Gabriel Cramer, Joseph-Louis Lagrange, Carl Friedrich Gauss, Étienne Bobillier et George Boole,.

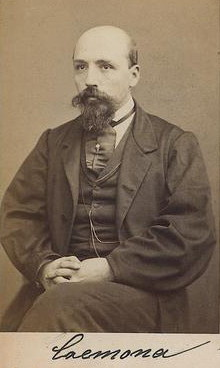
Luigi Cremona (1830-1903).

Cet héritage est ensuite, dès la seconde moitié du XIXe siècle, acquis à la fois par Riemann, comme déjà mentionné, et par Luigi Cremona, le fondateur de l'école italienne de géométrie algébrique, à qui l'on doit le mérite d'avoir utilisé, de manière ciblée et systématique, des techniques algébriques efficaces dans l'étude de la géométrie projective et de ses entités, introduisant, pour la première fois, les nouvelles méthodes de la théorie algébrique des invariants et des formes algébriques ouvertes par Boole, James Joseph Sylvester, Arthur Cayley, Siegfried Heinrich Aronhold (de), Alfred Clebsch, George Salmon, Ludwig Otto Hesse, Charles Hermite et Paul Gordan. Cependant, le principal mérite de Cremona est d'avoir introduit et étudié, vers 1860, sur la base d'exemples particuliers introduits par Poncelet, Plücker, Steiner et Ludwig Immanuel Magnus (de), la notion formelle générale de transformation birationnelle (appelée plus tard, en son honneur, transformation crémonienne), c'est-à-dire une transformation (fonctionnelle) qui peut s'exprimer, en coordonnées cartésiennes, au moyen de fonctions rationnelles, et dont, en général, l'inverse a la même propriété.
Grâce à la notion de transformation birationnelle, il est possible d'établir les premières classifications des variétés algébriques - les nouvelles entités de la géométrie algébrique - à partir des propriétés formelles des transformations crémoniennes auxquelles ces variétés sont soumises et des singularités relatives que ces transformations possèdent en général comme fonctions rationnelles. Mais, d'un point de vue historique, il convient de rappeler le rôle fondamental joué par les travaux de Riemann sur les intégrales abéliennes dans l'arrivée de Cremona à la notion générale de transformation birationnelle, travaux qui sont d'ailleurs menés, par Riemann, avec des méthodes analytiques, basé sur les résultats précédents de Giulio Fagnano, Leonhard Euler, Adrien-Marie Legendre, Niels Henrik Abel et Carl Jacobi sur les intégrales elliptiques. Dans la foulée de ces travaux, Riemann introduit la notion fondamentale de genre g d'une courbe algébrique, un invariant topologique qui permet de classer les courbes algébriques.
|                                                          |
| Bernhard Riemann (1826-1866) et Gustav Roch (1839–1866). |

Précisément, après avoir appelé r le nombre maximal de fonctions rationnelles qui sont, par rapport à la courbe donnée, linéairement indépendantes avec un nombre donné n de singularités, Riemann, avec son élève Gustav Roch, prouve que r ≥ n - g + 1, un résultat qui sera plus tard inclus dans le théorème de Riemann-Roch. De plus, en introduisant la notion de transformation birationnelle entre courbes algébriques, Riemann arrive au résultat important selon lequel l'invariant principal de telles transformations est le champ formé par l'ensemble des transformations birationnelles agissant sur cette courbe, par lequel on arrive alors à définir l' espace des modules M g des courbes algébriques de genre g, auquel est associé un autre invariant, qui vaut 0 si g=0, 1 si g=1 et 3(g - 1) si g ≥ 2. Tous ces résultats analytiques riemanniens pionniers sont ensuite repris par Clebsch, qui les contextualise d'un point de vue plus proprement algébrico-géométrique, créant ainsi un lien remarquable entre la théorie analytique de Riemann et celle algébrico-géométrique, prélude à la naissance de la géométrie algébrique moderne.
À partir de 1870 environ, Max Noether commence à appliquer systématiquement les résultats issus progressivement de l'algèbre commutative - et auxquels il contribue lui-même - à ce qui a déjà été établi en géométrie algébrique par les mathématiciens qui viennent d'être cités plus haut, atteignant un premier résultat algébrique notable, connu sous le nom de théorème Af+BΦ, qui permet de déterminer des combinaisons polynomiales convenables, grâce auxquelles Max Noether pourra obtenir d'autres résultats géométriques tout aussi notables, dont celui qui permet d'obtenir, à partir d'autres données, des courbes algébriques avec des singularités plus simples ou d'ordre inférieur, par des transformations crémoniennes appropriées. Après cela, avec Alexander von Brill, Max Noether est parvenu, comme Clebsch, à encadrer la théorie analytique riemannienne (mentionnée ci-dessus) en termes algébrico-géométriques, surtout à travers la notion centrale de série linéaire qui nous permet d'identifier une série bien précise de points d'une courbe algébrique, appelés ses diviseurs effectifs, obtenus par intersection de celle-ci, préalablement plongée dans un espace projectif convenable, avec un système linéaire d'hypersurfaces.

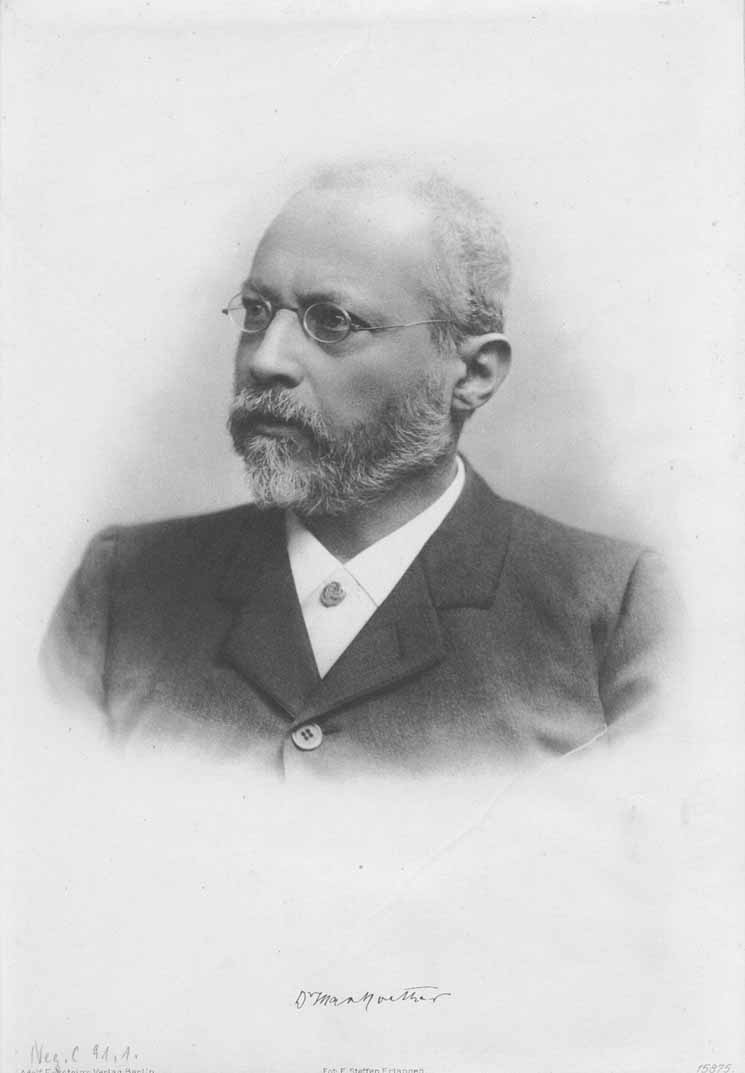
Max Noether (1844-1921).

Parallèlement, avec la collaboration de Clebsch, Max Noether se tourne vers le traitement géométrico-algébrique des surfaces qui, quelques années plus tôt, a connu les premiers développements avec les études de Cremona et de Clebsch lui-même, mais la théorie analytique riemannienne des courbes algébriques ne semblait pas apte à fournir un modèle à étendre et reformuler, en termes algébrico-géométriques, au cas des surfaces, à la fois par manque d'outils formels adéquats et par manque de connaissance structurale des variétés algébriques de dimension supérieure à 1, même si elle se prêtait à suggérer des pistes à suivre à cette fin. C'est Clebsch qui est le premier à étendre la notion de genre au cas de certaines surfaces, mais, sur la base des travaux ultérieurs tant de Max Noether que de Cayley (à qui l'on doit, entre autres, l'importante notion de postulation d'une courbe), il a fallu ajouter à la notion de genre g, au sens de Clebsch et donc rebaptisé genre géométrique et noté p g, une autre notion, celle de genre arithmétique, disons p a, de sorte qu'une surface était donc caractérisée par deux invariants birationnels, p g et p a, avec p g ≥ p a . Dans le même ordre d'idées, Max Noether a étendu la notion de série linéaire au cas d'une surface.

### La naissance de l'école, son développement, les principaux résultats
Dans les dernières décennies du XIXe siècle, l'héritage de Max Noether et Clebsch est repris par l'école italienne et intégré aux travaux antérieurs de Cremona, surtout par Corrado Segre, Eugenio Bertini et le jeune Guido Castelnuovo, qui introduit la méthode dite hyperspatiale, utilisée pour la construction de la géométrie sur une courbe ainsi que pour une nouvelle preuve géométrique du théorème de Riemann-Roch associé. La nouvelle géométrie des courbes algébriques ainsi introduite par Segre et Bertini, dite géométrie birationnelle, va profondément influencer Castelnuovo qui, en 1891, ayant obtenu une chaire de géométrie à Rome, s'y installe avec l'intention d'appliquer les nouvelles méthodes de Segre et Bertini aux surfaces, reprenant, à cet effet, les résultats obtenus par Max Noether, Clebsch, Jacob Lüroth, Hieronymus Georg Zeuthen et Hermann Schubert, alors délaissés depuis plus de vingt ans. Castelnuovo est bientôt rejoint par Federigo Enriques qui, immédiatement après avoir obtenu son diplôme à Pise, se rend à Rome pour suivre des cours auprès de Cremona. De leur collaboration  naît une nouvelle théorie géométrique des surfaces, qui parvient à incorporer élégamment tous les résultats précédents de Max Noether et Clebsch, ainsi qu'à résoudre certains problèmes (ouverts par Lüroth) restés non résolus,,.

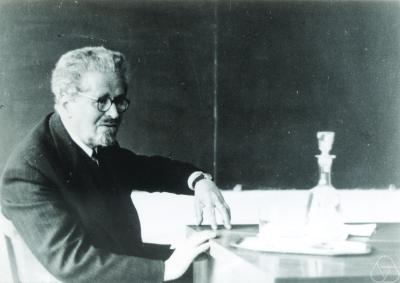
Francesco Severi (1879-1961).

Le principe de la méthode de cette nouvelle adresse consiste à mettre en évidence les familles de courbes qui appartiennent à la surface à étudier, en particulier les systèmes linéaires de courbes essentiellement identifiés par l'intersection de la surface donnée avec des systèmes d'hypersurfaces d'un environnement spatial projectif dans lequel la pensée a immergé cette surface. Castelnuovo et Enriques étendront, au cas des surfaces, nombre des notions introduites par Max Noether et Brill, comme celles de série linéaire et de diviseur (en), sur la base de ce que Segre a déjà fait dans ce domaine, tout comme les notions de genre seront repris pour être étendus à ceux inclus dans la nouvelle notion de plurigenre Pi, qui fournira d'autres invariants birationnels fondamentaux pour la classification des surfaces. De plus, le théorème de Riemann-Roch pour les surfaces est prouvé par la notion de diviseur (ou courbe virtuelle ) D, définie comme une combinaison linéaire entière appropriée d'un nombre fini de courbes effectives de la surface donnée.
Tous ces résultats sont brièvement mentionnés dans deux importants mémoires d'Enriques de la fin du XIXe siècle, qui contiennent les lignes programmatiques de la recherche ultérieure en géométrie algébrique des surfaces de dimension supérieure, entreprise dans ces mêmes années, à Turin, également par Gino Fano, un élève de Segre, qui apporte des contributions tout aussi notables dans ce domaine de la géométrie. Forts de ces résultats novateurs, surtout grâce aux nouveaux invariants birationnels qu'ils introduisent, Castelnuovo et Enriques entreprennent, pour la première fois, d'aborder et de résoudre le problème de la classification des surfaces algébriques, en partie en suivant le modèle analytique proposé par Riemann dans le cas des courbes algébriques. En particulier, Castelnuovo et Enriques sont en mesure de résoudre certains problèmes difficiles relatifs à la classification des surfaces rationnelles et des surfaces réglées , avec des résultats innovants fondamentaux qui sont à la base des travaux ultérieurs de l'école italienne d'algébrique. Géométrie qui, créée autour de Castelnuovo et Enriques, sur l'héritage scientifique de Crémone, Segre et Bertini, inclut progressivement, à partir du début des années 1900, d'autres mathématiciens notables, dont Francesco Severi (qui, entre autres, dans le sillage de la résultats déjà obtenus par Castelnuovo et Enriques, affinent encore le théorème de Riemann-Roch pour les surfaces)0

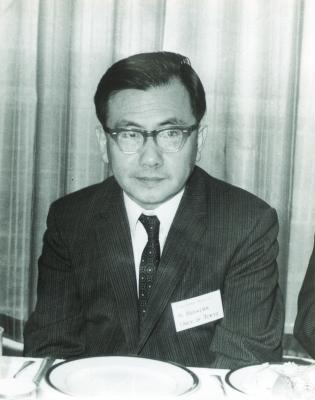
Kunihiko Kodaira (1915–1997).

En 1914, Enriques parvient à une importante classification des surfaces algébriques en quatre classes principales qui, aujourd'hui, sont identifiées au moyen d'un nouvel invariant birationnel, introduit vers les années 1960 par Kunihiko Kodaira (plus tard appelé dimension χ de Kodaira) et lié aux plurigenres Pi . Précisément, ces classes correspondent aux valeurs χ=−∞, χ=0, χ=1 (surfaces elliptiques), χ=2 (surfaces de type général), la dernière étant celle qui a permis par la suite d'obtenir les résultats les plus significatifs,,. Cependant, la classification originale d'Enriques est basée sur les plurigenres Pi et les autres invariants birationnels connus à l'époque; et dessus, Enriques, avec d'autres mathématiciens (dont Alberto Franchetta), y travaille jusqu'au milieu des années 1940, quand la popularité de l'école, cependant, commence lentement à s'éclipser.
Le problème de l'étude et de la classification des variétés algébriques de dimension supérieure à 2 est donc le thème central de l'école italienne de géométrie algébrique, abordé, avec des méthodes géométriques-projectives, principalement par Castelnuovo, Enriques et Severi, ainsi que par d'autres (dont Gino Fano). La classification birationnelle de ces variétés est l'extension la plus raisonnable de la classification précédente des courbes et des surfaces algébriques. Tout aussi remarquables sont les travaux de Severi sur les variétés de dimension n ≥3, en particulier sur la structure birationnelle de l'espace des modules M g des courbes de genre g, sur l'irréductibilité de variétés particulières de courbes planes appelées plus tard variétés de Severi, sur la classification des courbes dans un espace projectif de dimension arbitraire, sur les extensions possibles du théorème de Riemann-Roch pour les variétés de dimension supérieure, sur le problème dit de la base et sur les fondements de la géométrie énumérative.
Et c'est précisément le travail de Severi qui fait l'objet des plus grandes critiques de la part de la communauté mathématique étrangère. Mais, bien que manquant parfois de rigueur et d'exhaustivité du traitement, il n'en a pas moins, comme les travaux de tous les autres mathématiciens de cette école, le grand mérite d'avoir en tout cas offert des points de vue alternatifs et des intuitions fécondes, ouvert de nouvelles directions de recherche et de perspectives innovantes, suggéré des solutions possibles et engagé vers des pistes possibles, autant d'opportunités précieuses, celles-ci, heureusement reprises ensuite par d'autres écoles (étrangères pour la plupart), valorisant leurs recherches. Quoi qu'il en soit, l'ensemble des travaux élaborés au cours des plus de cinquante années de vie de cette école a sans aucun doute exercé une influence remarquable sur le destin ultérieur de la géométrie algébrique qui, dans les années 1950-1970, sera aux prises avec une œuvre tumultueuse et prolifique de réélaboration des résultats obtenus par l'école italienne, grâce à l'utilisation transversale de diverses méthodologies et de différents outils de nombreux domaines, de la géométrie différentielle et topologique à l'analyse algébrique et complexe,,,.
Selon les mots d'Igor Chafarevitch, «[...] probablement, le succès le plus pertinent jamais obtenu en géométrie algébrique est dû aux travaux menés entre la fin du XIXe siècle et la première moitié du XXe siècle par l'école italienne : G Castelnuovo, F. Enriques, F. Severi et leurs élèves. Ils ont créé presque toute la théorie des surfaces algébriques et leurs idées se sont jusqu'à présent révélées fondamentales même en grande dimension. » ,,.

## Principaux représentants
De cette école, qui implique historiquement de nombreux mathématiciens italiens essentiellement unis par l'utilisation d'une méthodologie d'étude et de recherche à prédominance projective-géométrique, plus basée sur l'intuition que sur la rigueur formelle,, émergent notamment les personnalités suivantes :
- Giacomo Albanese
- Giuseppe Bagnera
- Eugenio Bertini
- Luigi Berzolari
- Luigi Brusotti
- Ettore Caporali
- Guido Castelnuovo
- Oscar Chisini
- Edgardo Ciani[46]
- Annibale Comessatti
- Fabio Conforto
- Luigi Cremona
- Michele de Franchis
- Pasquale Del Pezzo
- Riccardo De Paolis
- Enrico D'Ovidio
- Federigo Enriques
- Gino Fano
- Francesco Gerbaldi
- Giuseppe Gherardelli[47]
- Giovanni Battista Guccia
- Beppo Levi[48]
- Gino Loria
- Arturo Maroni[49]
- Giuseppe Marletta
- Domenico Montesano
- Onorato Nicoletti
- Mario Pieri[50]
- Carlo Rosati
- Gaetano Scorza
- Beniamino Segre
- Corrado Segre
- Francesco Severi
- Eugenio Giuseppe Togliatti
- Ruggiero Torelli
- Giuseppe Veronese